# アインホールディングス
株式会社アインホールディングス（英: AIN HOLDINGS INC.）は、札幌市白石区に本社を置き、調剤薬局やドラッグストアなどのチェーン店を運営するアインファーマシーズなどを傘下に置く持株会社。札証、東証プライム上場。

## 概要
2015年に株式会社アインファーマシーズ（初代）が商号変更し、持株会社に移行した。
北海道リート投資法人のスポンサーの一社である。
また、経済産業省によって2024年度に健康経営優良法人に認定されている。

## 沿革
旧商号「株式会社アインファーマシーズ」の沿革については、アインファーマシーズ#沿革を参照
- 2015年（平成27年）
  - 11月1日 - 持株会社体制に移行。グループの経営管理以外の事業をアイン分割準備株式会社に吸収分割。株式会社アインファーマシーズ（初代）は株式会社アインホールディングスに商号変更。アイン分割準備株式会社は株式会社アインファーマシーズ（2代）に商号変更[3]。
  - 11月2日 - 株式会社西日本ファーマシーなどを傘下に置くNPホールディングス株式会社（高松市）を子会社化[4]。
- 2016年（平成28年）
  - 12月2日 - 株式会社葵調剤（仙台市）の全株式を取得、子会社化[5]。
- 2017年（平成29年）
  - 7月24日 - 新聞報道により、LGBTに対する取り組みを実施していると一般公表[6]。社員の行動指針に差別しないことなどを明記。
- 2018年（平成30年）
  - 4月 - リテール事業の営業利益が完全黒字化達成。
  - 11月1日 - 株式会社アインファーマシーズが株式会社アインメディオを吸収合併[7]。
- 2020年（令和2年）
  - 2月27日 - シダックス株式会社と業務提携を締結[8][9][10]。
  - 3月31日 - シダックスアイ株式会社の全株式をシダックスから取得し子会社化。
  - 5月1日 - 株式会社アインファーマシーズがシダックスアイ株式会社を吸収合併[11]。
- 2024年（令和6年）8月20日 - 株式会社Francfrancを買収[12]。
- 2025年8月1日 - さくら薬局を展開するクラフトの全株式を取得し、さくら薬局グループを子会社化した。[13]

## 主な子会社
- 株式会社アインファーマシーズ
  - 処方箋調剤 アイン薬局
  - 処方箋調剤 今川薬局
  - アインズ（ainz） - ドラッグストア
  - アインズ&トルペ（ainz&tulpe） - 都市型ドラッグストア店舗
  - トルペ（tulpe） - コスメティック専門店
  - 「Le trois（ル・トロワ）」 - 総合ビューティー複合ビル
  - 「LIPS and HIPS Style Store（リップスアンドヒップススタイルストア）」
- 調剤薬局経営
  - 株式会社ダイチク
  - 株式会社あさひ調剤
  - 株式会社西日本ファーマシー
  - 株式会社葵調剤
  - 株式会社コム・メディカル
  - 土屋薬品株式会社
- 医療機関向け経営コンサルティング、薬剤師の人材派遣業
  - 株式会社メディウェル - 2007年（平成19年）11月1日株式会社アインスタッフを吸収合併。
- ジェネリック医薬品卸売業
  - 株式会社ホールセールスターズ
- 化粧品事業
  - 株式会社アユーララボラトリーズ
- インテリア・雑貨事業
  - 株式会社Francfranc